# Moonbird
Moonbird és un avió de rescat de l'ONG Sea-Watch que va rescatar gairebé 20.000 persones. El juliol de 2018 l'avió va ser retingut per Malta. El novembre de 2018 va iniciar una campanya conjuntament amb els vaixells de Proactiva Open Arms, Mediterranea i Sea-Watch, que són l'Open Arms, el Marejonio i el Sea-Watch 3, per tal de prosseguir amb el rescat de refugiats al Mediterrani després d'unes setmanes en què els estats els havien impedit actuar de diverses maneres.